# Венявский, Юзеф
Юзеф Венявский, Иосиф Иосифович Венявский (пол. Józef Wieniawski; 23 мая 1837, Люблин — 11 ноября 1912, Брюссель) — русско-польский пианист и композитор, музыкальный педагог. Брат Генрика и Юлиана Венявских. Брат-близнец Александра Венявского, сыном которого был композитор Адам Тадеуш Венявский.

## Биография
Из ассимилированной еврейской семьи — отец, дед со стороны матери и дядя был врачами. Учился в Парижской консерватории у Пьера Циммермана и Антуана Мармонтеля, а также у Шарля Валантена Алькана (композиция и камерный ансамбль). С 1853 года занимался в Веймаре у Франца Листа, затем совершенствовал своё композиторское мастерство в Берлине у Адольфа Бернхарда Маркса.
С детских лет Юзеф Венявский много концертировал (в том числе в дуэте с братом Генриком) во Франции и других европейских странах. В 1866—1869 годах был профессором Московской консерватории. С 1870 года он жил и работал в Варшаве, был одним из учредителей Варшавского музыкального общества, в 1875—1877 гг. возглавлял его; к этому времени относится создание при обществе смешанного хора, к работе с которым Венявский привлёк Александра Михаловского. С 1878 года и до конца своих дней был профессором Брюссельской консерватории.
Как пианист Венявский был известен, в частности, пропагандой творчества Фридерика Шопена — в том числе исполнением всех его этюдов и концертами, полностью составленными из шопеновской музыки. Среди исполнителей, с которыми ему доводилось выступать в ансамбле, были Йозеф Иоахим, Леопольд Ауэр, Альфредо Пиатти и другие ведущие музыканты эпохи.
Похоронен на кладбище Икселя в пригороде Брюсселя.

## Творчество

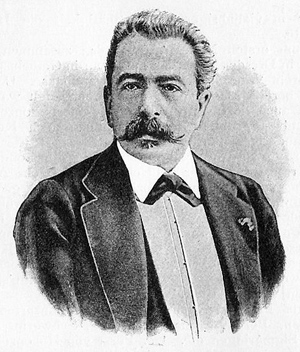
Портрет Юзефа Венявского из сборника «Знаменитые пианисты» (1893)

Среди сочинений Венявского преобладает фортепианная музыка в жанрах, разработанных Шопеном: этюды, вальсы, полонезы, мазурки, баллады; в целом Венявский-композитор выступал как пропагандист и популяризатор польской музыкальной культуры за рубежом, сочетая следование шопеновской традиции с использованием гармонических и композиционных новаций своего времени.
Венявскому принадлежат также несколько сочинений в крупной форме: симфония ре мажор (соч. 49, 1890), фортепианный концерт соль минор (соч. 20, 1859), сонаты для скрипки и фортепиано (соч. 24) и виолончели и фортепиано (соч. 26), увертюра «Вильгельм Молчаливый» (фр. Guillaume le Taciturne; соч. 43, 1887).

## Записи
Большинство опубликованных сочинений Венявского сегодня записаны.
Концерт записывался несколько раз. В томе 52 серии «Романтический фортепианный концерт» фирмы Hyperion Records вышла запись Хэмиша Милна с Шотландским симфоническим оркестром BBC под управлением Михала Дворжиньского (также на диске записан второй концерт Германа Гётца).
В 2008 году польская фирма Acte Préalable записала диск с фортепианными сочинениями Венявского в исполнении польского пианиста Томаша Каменяка (Tomasz Kamieniak). Запись получила премию за популяризацию забытой польской музыки. Второй диск, включающий сочинения для фортепиано как в две, так и в четыре руки, был записан в 2013 году (исполнители Валентина Сеферинова и Венера Бойкова). Эта же фирма выпустила запись симфонии и увертюры «Вильгем Молчаливый» (Orkiestra Symfoniczna Filharmonii Podkarpackiej im. Artura Malawskiego, дирижёр Piotr Wajrak).